# Annet Schaap
Annet Schaap (Ochten, 27 februari 1965) is een Nederlands schrijver en illustrator.

## Loopbaan
Schaap heeft zo'n 200 kinderboeken geïllustreerd, waaronder boeken van Francine Oomen, Jacques Vriens, Mieke van Hooft, Thea Dubelaar en Janneke Schotveld.
In 2017 debuteerde Annet Schaap als schrijver met het kinderboek Lampje. Hiermee won ze de Nienke van Hichtum-prijs. Het was de eerste keer dat deze prijs werd toegekend aan een debuut; in april 2018 werd bekendgemaakt dat zij ook de Woutertje Pieterse Prijs had gewonnen. Ten slotte kreeg zij op 2 oktober 2018 de Gouden Griffel voor dit boek, waarmee alle belangrijke prijzen die zij in Nederland had kunnen winnen naar haar toe gingen. In België won Annet Schaap de Boekenleeuw voor Lampje.

## Geïllustreerde werken

### Geschreven doorLiesbeth van der Jagt
- Gevaarlijk bezoek (2003, Maretak)
- De huiljuf (2002, De Fontein)
- De carnavalskrakers (1998, La Rivière)
- Eén en één is twee (1998, Maretak)
- Die Nacht der roten Katzen (1998)
- 1, 2, 3 Gijsje! (1997, La Rivière)
- De andersom-poes (1996, Kok Educatief)
- De inbreekmoeder (1995, La Rivière & Voorhoeve Kampen)
- De Retkets (1994, La Rivière & Voorhoeve Kampen)
- De groeten van Gijsje (1993, La Rivière & Voorhoeve Kampen)
- Biobella Gijsje (1992, La Rivière & Voorhoeve Kampen)

### Geschreven doorJacques Vriens
- Het geheime weekboek van groep 8 (2010, Van Holkema & Warendorf)
- Groep acht aan de macht (2009, Van Holkema & Warendorf)
- Meester Jaap maakt er een puinhoop van (2008, Van Holkema & Warendorf)
- De beste schoolverhalen van Jacques Vriens I (2007, Van Holkema & Warendorf)
- Meester Jaap houdt van iedereen! (meestal...) (2006, Van Holkema & Warendorf)
- De dikke bende van De Korenwolf II (2006, Van Holkema & Warendorf)
- De ontvoering van de zwarte prinses (2006, Van Holkema & Warendorf)
- De dikke bende van De Korenwolf (2005, Van Holkema & Warendorf)
- Groep zeven slaat terug (2005, Van Holkema & Warendorf en Querido)
- De ontmaskering van de zingende hotelrat (2004, Van Holkema & Warendorf)
- Tien torens diep (2004, Van Holkema & Warendorf)
- De jacht op de afgepakte sterren (2003, Van Holkema & Warendorf)
- De school is weg! (2002, Van Holkema & Warendorf)
- Bonje in het bonshotel (2002, Van Holkema & Warendorf)
- Meester Jaap maakt er een puinhoop van (2002, Van Holkema & Warendorf)
- De redding van de zwevende oma (2001, Van Holkema & Warendorf)
- De vondst van het stiekeme circus (2001, Van Holkema & Warendorf)
- Het raadsel van de Regenboog (2001, Van Holkema & Warendorf)
- Die rotschool met die fijne klas (2001, Van Holkema & Warendorf)
- Jacques Vriens, 25 jaar schrijver (2001, Van Holkema & Warendorf)
- En de groeten van groep acht (2000, Van Holkema & Warendorf)
- Ha/Bah naar school (2000, Van Holkema & Warendorf)
- Het geheim van de verliefde hulpkok (2000, Van Holkema & Warendorf)
- De verdwijning van de mislukte barbie (2000, Van Holkema & Warendorf)
- De dikke meester Jaap (2000, Van Holkema & Warendorf)
- Een bende in de bovenbouw (2000, Van Holkema & Warendorf)
- Ik wil geen vingers meer zien! (1999, Van Holkema & Warendorf)
- Achtste-groepers huilen niet (1999, Van Holkema & Warendorf)
- Meester Jaap gaat naar het Kinderboekenmuseum (1999, Van Holkema & Warendorf)
- Meester Jaap gaat nooit verloren (1998, Van Holkema & Warendorf)
- Meester Jaap doet het weer (1997, Van Holkema & Warendorf)
- Meester Jaap (1996, Van Holkema & Warendorf)
- Een stelletje mooie vrienden (1996, Van Holkema & Warendorf)
- Het achtste groepie tegen het soepie (1995, Van Holkema & Warendorf)
- Pleingeheimen of hoe je beste vrienden blijft (2019, Van Holkema & Warendorf)

### Overig
- De gehele Hoe overleef ik-serie geschreven door Francine Oomen
- Illustraties voor de musical Hoe overleef ik mijn eerste zoen? (2009)
- Tot 2014 het tijdschrift Hoe overleef ik
- Misjka met Edward van de Vendel en Anoush Elman
- Krekel (2025)

## Bestseller 60
| Boeken met noteringen in de Nederlandse Bestseller 60 | Jaar van verschijnen | Datum van binnenkomst | Hoogste positie | Aantal weken | Opmerkingen                                              |
| ----------------------------------------------------- | -------------------- | --------------------- | --------------- | ------------ | -------------------------------------------------------- |
| Drie ei is een paaseis                                | 2003                 | 09-04-2003            | 27              | 2            | in samenwerking met Jacques Vriens                       |
| Meester Jaap maakt er een puinhoop van                | 2003                 | 08-10-2003            | 20              | 2            | in samenwerking met Jacques Vriens                       |
| Dag Sinterklaasje                                     | 2003                 | 12-11-2003            | 29              | 3            | in samenwerking met Jacques Vriens                       |
| O, dennenboom                                         | 2003                 | 17-12-2003            | 34              | 1            | in samenwerking met Jacques Vriens                       |
| De ontmaskering van de zingende hotelrat              | 2004                 | 13-10-2004            | 51              | 2            | in samenwerking met Jacques Vriens                       |
| Ontvoering van de zwarte prinses                      | 2006                 | 10-05-2006            | 56              | 1            | in samenwerking met Jacques Vriens                       |
| Meester Jaap houdt van iedereen! (meestal)            | 2006                 | 11-10-2006            | 18              | 2            | in samenwerking met Jacques Vriens                       |
| Is de klas nog wel gelukkig?                          | 2008                 | 16-01-2008            | 51              | 1            | in samenwerking met Jacques Vriens                       |
| Vlucht van de knorrige kelner                         | 2008                 | 08-10-2008            | 46              | 1            | in samenwerking met Jacques Vriens                       |
| Groep acht aan de macht                               | 2009                 | 16-09-2009            | 15              | 7            | in samenwerking met Jacques Vriens                       |
| De ontsnapping van de brullende muis                  | 2010                 | 13-10-2010            | 45              | 1            | in samenwerking met Jacques Vriens                       |
| De dikke meester Jaap                                 | 2011                 | 12-10-2011            | 27              | 2            | in samenwerking met Jacques Vriens                       |
| Meester Jaap is een held (op sokken!)                 | 2011                 | 12-10-2011            | 31              | 1            | in samenwerking met Jacques Vriens                       |
| Lampje                                                | 2017                 | 11-10-2017            | 2               | 21           | Debuut van Annet Schaap, bekroond met een Gouden Griffel |
| De meisjes                                            | 2021                 | 15-09-2021            | 12              | 6            | Geschreven door Annet Schaap                             |
| Misjka                                                | 2022                 | 04-10-2023            | 5               | 4            | in samenwerking met Edward van de Vendel en Anoush Elman |
| Krekel                                                | 2025                 | 12-03-2025            | 2               | 19           |                                                          |